# Power Snooker
Power Snooker is een variant op snooker, gestart in juli 2010 in Groot-Brittannië. Het is een snellere en actievere vorm van snooker, bedacht door Rod Gunner en Ed Simons. Op 30 oktober 2010 werd het eerste internationale Power Snookertoernooi gehouden in The O2 in Londen. Ronnie O'Sullivan werd hier de eerste kampioen Power Snooker.

## Regels

Positie van de ballen vóór de afstoot

De volgende regels wijken af van die van het snooker.
- Er wordt gespeeld om punten, in tegenstelling tot snooker waar frames de wedstrijd beslissen.
- Per beurt geldt er een schotklok van twintig seconden. Een complete wedstrijd duurt een half uur. De klok stopt wanneer de laatste keer de zwarte is gepot, en start wanneer de roden uit elkaar worden gespeeld.
- Raakt een speler buiten tijd, dan krijgt hij 20 strafpunten en is de tegenstander aan de beurt, tenzij de tegenstander wil dat de andere speler verdergaat.
- Er wordt gespeeld met negen rode ballen in plaats van vijftien.
- In de break moeten ten minste 2 roden de rand raken, anders is de beurt over.
- Als de Power Ball (de middelste van de roden) gepot wordt, tellen gedurende twee minuten alle punten dubbel. Dit wordt de Power Play genoemd.
- Als er wordt gepot van achter de baulk, de Power Zone, tellen alle punten dubbel. Tijdens de Power Play betekent dit dus dat de gescoorde punten verviervoudigd worden.
- Bij een century break krijgt de speler extra punten: 50 in het eerste frame, 100 in het tweede, 200 in het derde, enz.
- Na een fout (bijvoorbeeld het potten van de witte bal) mag de tegenstander de witte ergens in de Power Zone neerleggen.
- Als er een stoot gemist wordt tijdens de Power Play, krijgt de tegenstander de resterende tijd.
- Als er een fout gemaakt wordt tijdens de Power Play, dan krijgt die speler dubbele strafpunten. Als die stoot vanuit de Power Zone kwam, worden de strafpunten dus verviervoudigd.
- Als na een half uur de spelers gelijk staan, wordt de tafel leeggemaakt en alleen de zwarte op zijn plek gelegd. Degene die deze als eerste pot wint.

Verder geldt: de spelers dragen informele kleding, het publiek mag continu luide aanmoedigingen schreeuwen, de scheidsrechters zijn vrouwen.

## Spelers
De volgende snookerspelers speelden op 30 oktober 2010 het eerste internationale Power Snookertoernooi:
- Ronnie O'Sullivan
- Ding Junhui
- Allister Carter
- Luca Brecel
- Neil Robertson
- Jimmy White
- Shaun Murphy
- Mark Selby